# Clan MacRuari
Le clan MacRuari, ou MacRuairi ou Clann Ruaidhrí est un clan écossais fondé par Ruairi, un fils de Raghnall mac Somhairle, lui-même fils de Somhairle mac Gillebride. Apparenté au clan Donald, il est fondé au début du XIIIe siècle, et disparaît après 1346, ses descendants se fondant dans le clan Donald.

## Fondation
Les territoires contrôlés par le Clan MacRuari comprenaient les îles de Bute, Arran, North Uist, South Uist, Barra, Eigg, Rùm, et, sur la terre ferme, le Garmoran (en). Elles sont cédées par l'Écosse à Magnus III de Norvège à la fin du XIe siècle. Au milieu du XIIe siècle, Somerled, noble norvégien-gaël des Hébrides, les conquiert et les soumet au nom de Magnus. Elles sont également données officiellement à Walter fitz Alan, premier grand sénéchal d'Écosse, par Malcolm IV d'Écosse.
Ces possessions ont donc été longtemps disputées entre les Norvégiens et les Écossais, et donc entre les descendants de Somerled (Gaels vassaux des Norvégiens) et les Écossais. À la mort de Somerled, ces territoires sont donnés à Angus mac Somhairle, frère de Ragnald. À sa mort en 1210, avec ses fils, son héritage revient à Ragnald et à ses fils. Ragnald confie cette part à son fils Ruairi ; c'est lui qui donnera son nom au clan.
Au fil du temps, les territoires comprendront Arisaig, Moidart, Morar (en) et Knoydart en plus des précédentes. Elles rejoignent le clan Donald à la mort de Ranald de Garmoran, en 1386. Les résidences principales du clan ont apparemment été le château de Tirrim et le château de Borve (en), sur Benbecula, tous deux dans les Hébrides.

## Histoire

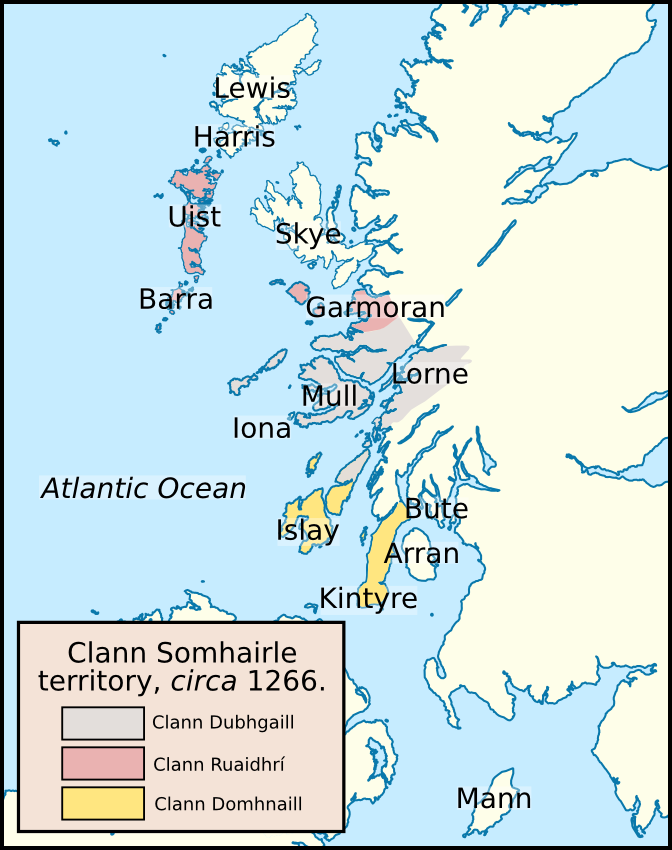
Territoires des MacDonald, MacDougall, et MacRuari, vers 1266.

### Vassal de la Norvège
Ruairi doit s'imposer face aux exigences d'Alexander Stewart, grand sénéchal d'Écosse, fils de Walter et mari de la petite-fille d'Angus, Jane. Il sera également chargé par Håkon IV de Norvège, dont il est le vassal de mater la trahison de Ewen MacDougall, ancien suzerain du royaume de Man et des Îles, qui tente de le soumettre à l'autorité écossaise. Son absence permet toutefois à Alexander Stewart de conquérir Bute, que Ruairi ne peut reprendre. L'alliance entre Ruairi et son frère Donald, Seigneur des Îles, ainsi que le soutien de leurs alliés norvégiens, permettent toutefois à Ruairi de conserver un temps sa souveraineté face aux tentatives d'Alexandre II d'Écosse de conquérir le territoire des Gaëls. Ruairi, en compagnie de Thomas de Galloway, s'occupe également de piller l'Irlande, en bon descendant de Viking.
Ruairi est le père de deux fils : Dubhghall MacRuairi (ou Dugall) († 1268), et Ailean (ou Alan) († vers 1284) de Garmoran. Vassaux du roi de Norvège Håkon IV Haakonarson, ils décident de l'appeler au secours après la conquête de Bute et les différentes agressions des Écossais, menés notamment par le comte de Ross. Håkon prépare alors une expédition dans les Îles, qui sera la campagne de 1263 dans laquelle le roi tente de réaffirmer le contrôle de la Norvège sur les îles de l'ouest de l'Écosse. L'expédition est divisée en trois fronts. L'un, mené par Dugall et Magnus de Man, et composé de cinquante navires, permet de piller les terres écossaises d'Ewen MacDougall, dans le Lennox (en). L'autre, commandé par Alan, remonte  avec ses navires le Loch Long. Ruairi récupère Bute, tandis que ses fils prennent possession des terres de MacDougall.
Mais pendant cette manœuvre des îliens, les forces principales d'Håkon IV font face lors de la bataille de Largs à celle du roi Alexandre III d'Écosse. Le résultat de la bataille, mitigé, est aggravé par la mort du roi norvégien dans les Orcades, sur le chemin du retour. Son successeur, Magnus VI de Norvège, signe la paix au traité de Perth, en 1266. En vertu du traité, les îles de Bute et d'Arran reviennent à la famille Stewart ; c'est un coup dur pour le clan, qui perd également Ruairi peu de temps après. C'est Ailéan mac Ruaidhrí qui succède à Ruairi, tandis que Dugall et les siens ne sont plus mentionnés. Alexandre III concède au clan la suzeraineté sur Knoidart, Moidart, Arisaig, Morar et le nord du Kintyre, tout en reconnaissant les anciennes possessions de Barra, Uist (nord et sud), Harris, Eigg et Rùm.

### Souveraineté de l'Écosse
Désormais vassal du roi d'Écosse, Ailéan mac Ruaidhrí est présent à Scone en 1284, pour la réunion du parlement d'Écosse juste avant la crise de succession écossaise, afin de proclamer Marguerite, fille d'Alexandre III, reine d'Écosse. Alan décède peu après cette assemblée, et laisse ses terres aux mains de sa fille Christina des Isles. Alan a en fait trois fils et une fille : Ruaidhrí, Ranald, Lachlan et ladite Christina. Ruairi aurait été un fils illégitime, tout comme ses frères, ce qui les auraient écarté de la succession. Mais Ruairi, qui garde la tête du clan, s'intéresse plus à maltraiter les sujets d'Alexandre d'Islay, vassal du roi d'Angleterre Édouard, qui vient d'établir sa suzeraineté sur le royaume d'Écosse, à la suite de la crise ouverte par la mort de Marguerite. Les marins écossais endommagent les navires anglais, même si Ruaidhrí Mac Ruaidhrí et ses frères proclament régulièrement leur soumission au nouveau souverain. Alexandre d'Islay finit par faire prisonnier Ruaidhrí, et le fait enfermer ; Lachlann Mac Ruaidhrí de son côté se soumet définitivement.
En 1306, lorsque Robert Ier d'Écosse est vaincu à la bataille de Methven, il se réfugie dans le Kintyre, où Angus Og, frère d'Alexandre d'Islay et nouveau Seigneur des Îles, le reçoit. Angus Og et Christina ayant autorité sur les terres alentour protègent pleinement Robert durant ce séjour. Christina a épousé Duncan, fils cadet de Donald, 6e comte de Mar, et frère d'Isabelle, épouse de Robert ; elle aide le roi le plus possible, le faisant notamment conduire sur l'île de Rathlin, afin d'y passer l'hiver 1306/1307 en toute sécurité. Au retour de Robert sur le sol écossais, Ruairi, libre, le suit jusqu'à la bataille de Bannockburn ; en retour, le roi lui accorde les terres de Lorne (en), qui étaient détenues par le clan MacDougall, et la moitié des terres de Lochaber, détenues auparavant par la famille Comyn. North Uist, une partie de South Uist et Garmoran, restent dans les mains de Christina, mais celle-ci renonce au reste des anciennes terres des MacRuaris, qui reviennent entre les mains de son demi-frère Ruairi ; tous deux établissent également un pacte de famille afin de préserver les terres du clan à l'intérieur de leur famille.
Un des frères de Ruaidhrí suit Édouard Bruce, frère de Robert, dans sa conquête de l'Irlande, et tombe avec lui à Dundalk, en 1318. Quant à Ruaidhrí, il perd toutes ses possessions le 28 mars 1325, lors d'une session du Parlement d'Écosse à Scone ; les historiens supposent qu'il avait renoué avec ses habitudes de piraterie et d'insurrection. Mort peu après cette disgrâce, c'est son fils Raghnall qui lui succède à la tête du clan. Ses autres enfants sont un garçon, Ailean (ou Alan), et une fille, Amie nic Ruari. Raghnall tente de récupérer les terres confisquées par Robert, en soutenant la cause d'Édouard Balliol contre David Bruce. Au retour de David II, nouveau roi d'Écosse, Raghnall obtient en 1342 et grâce à la mansuétude royale de recouvrer les territoires de sa famille, Lorne et Lochaber exceptés. Puis le roi prépare l'invasion de l'Angleterre, facilitée par l'absence d'Édouard III, alors en France. Il convoque ses vassaux en octobre 1346 à Perth pour approuver son plan. Raghnall se rend à la convocation, et s'installe au prieuré d'Elcho (en) ; c'est là qu'il est assassiné par Uilleam III, comte de Ross, avec qui il aurait eu une faide. L'objet du différend semble être l'attribution par le roi David II d'Écosse de domaines en Kintail, antérieurement détenus par le comte de Ross,.
Alan succède à Raghnall, puis c'est au tour d'Amie de prendre la tête du clan. Elle est devenue en 1337 l'épouse de son parent Jean d'Islay, du clan MacDonald. L'ensemble des possessions des MacRuari reviennent en 1372 à leur fils Ranald de Garmoran ; peu de temps après avoir autorisé cette transmission, le roi Robert II d'Écosse transmet directement les terres du clan MacRuari à Jean d'Islay (son récent gendre, à la suite de son deuxième mariage) et ses descendants, quels qu'ils soient. Ranald meurt en 1386 ; le clan Donald récupère alors les terres.